# Mash (Motorradmarke)

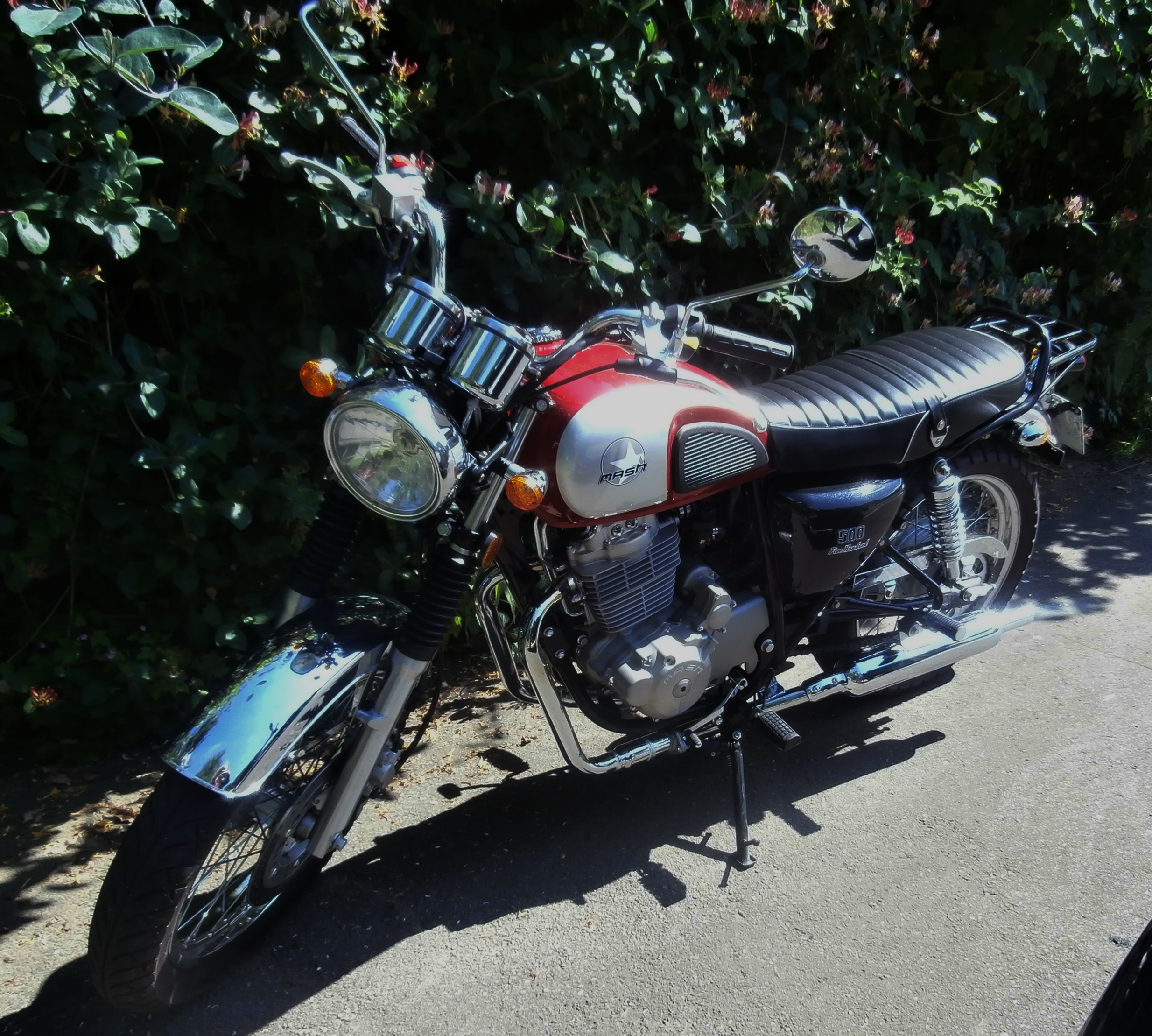
Five Hundred

Mash ist eine seit 2014 bestehende französische Motorradmarke, unter der vor allem kleinvolumige Krafträder vertrieben werden. Sie ist vor allem im Ursprungsland der Marke verbreitet. In Deutschland gibt es Mitte 2018 ca. 60 Händler. Es werden Motorräder und -roller mit 50, 125, 250, 400 und 650 cm³ angeboten. Mehrere Modelle sind im Bereich der Café Racer und Retro-Bikes angesiedelt. Die erste größere Aufmerksamkeit erhielt Mash in Deutschland mit der Präsentation der Five Hundred, die eingehend in einigen Motorradmagazinen getestet wurde. Diese soll eine Kopie der Honda CB 400SS sein, welche von 2001 bis 2007 in Japan angeboten wurde.
Mash ist eine Marke des Unternehmens Société d’Importation de Motos et Accessoires (SIMA) SAS mit Sitz im burgundischen Beaune. SIMA ist auch Importeur für Motorräder der Marke Royal Enfield. Die unter dem Markennamen Mash vertriebenen Zweiräder werden nach Vorgaben der SIMA von verschiedenen Herstellern, u. a. Qingqi, in der Volksrepublik China gefertigt.
Seit Inkrafttreten der Euro4-Norm für Motorräder 2017 werden die Motorradmodelle mit Benzineinspritzung und Bosch-ABS angeboten.
Am 18. März 2023 kam der Mash-Gründer und Präsident der SIMA, Frédéric Fourgeaud, im Alter von 68 Jahren bei einem Unfall in seiner Werkstatt ums Leben.

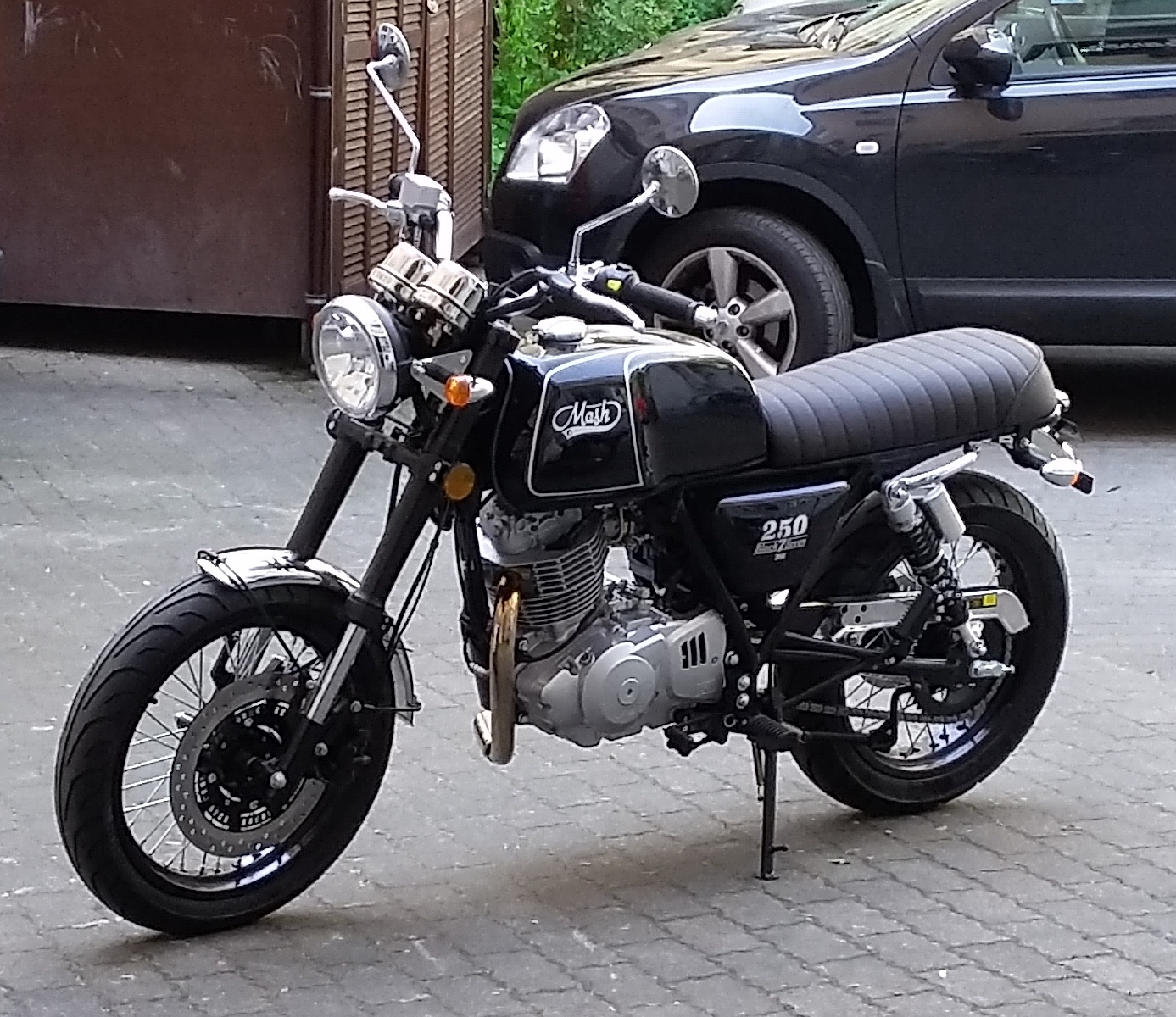
Mash Black Seven 250

## Modelle
| Typ                  | Hubraum  | Leistung                        | Höchstgeschwindigkeit | Produktionszeitraum | Bemerkungen                                         |
| -------------------- | -------- | ------------------------------- | --------------------- | ------------------- | --------------------------------------------------- |
| Fifty Enduro         | 49,7 cm³ | 2,1 kW (2,85 PS) bei 7000 min−1 | 45 km/h               | 2014–2016           | Enduro-Kleinkraftrad nur in Frankreich erhältlich   |
| Fifty Pro            | 49,7 cm³ | 2,1 kW (2,85 PS) bei 7000 min−1 | 45 km/h               | 2014–2016           | Enduro-Kleinkraftrad nur in Frankreich erhältlich   |
| Seventy              | 124 cm³  | 8,5 kW (12 PS) bei 8750 min−1   | 105 km/h              | seit 2014           | Retrobike                                           |
| Seventy Five         | 124 cm³  | 8,5 kW (12 PS) bei 8750 min−1   | 105 km/h              | seit 2014           | Retrobike                                           |
| Seventy Five Vintage | 124 cm³  | 8,5 kW (12 PS) bei 8750 min−1   | 105 km/h              | seit 2014           | Retrobike                                           |
| Scrambler            | 124 cm³  | 8,5 kW (12 PS) bei 8750 min−1   | 105 km/h              | seit 2014           | Retrobike                                           |
| Café Racer           | 124 cm³  | 8,5 kW (12 PS) bei 8750 min−1   | 105 km/h              | seit 2014           | Retrobike                                           |
| Two Fifty            | 249 cm³  | 13 kW (18 PS) bei 7500 min−1    | ca. 120 km/h          | seit 2014           | Retrobike                                           |
| Café Racer           | 249 cm³  | 13 kW (18 PS) bei 7500 min−1    | ca. 120 km/h          | seit 2015           | in verschiedenen Variationen                        |
| Black Seven 250      | 249 cm³  | 13 kW (18 PS) bei 7500 min−1    | ca. 120 km/h          | seit 2018           | Retrobike                                           |
| Five Hundred         | 397 cm³  | 19,5 kW (27 PS) bei 7000 min−1  | ca. 130 km/h          | seit 2014           | Retrobike                                           |
| Scrambler 400cc      | 397 cm³  | 19,5 kW (27 PS) bei 7000 min−1  | ca. 130 km/h          | seit 2014           | Retrobike                                           |
| Adventure 400R       | 397 cm³  | 19,5 kW (27 PS) bei 7000 min−1  |                       | seit 2015           | Enduro, auch in einer Version mit Koffer erhältlich |
| Von Dutch            | 397 cm³  | 19,5 kW (27 PS) bei 7000 min−1  |                       | seit 2015           | Retrobike                                           |
| Scrambler            | 397 cm³  | 19,5 kW (27 PS) bei 7000 min−1  | ca. 130 km/h          | seit 2016           | Retrobike                                           |
| Dirt Track 650       | 647 cm³  | 29,4 kW (40 PS)                 | ca. 160 km/h          |                     | Retrobike                                           |